# Rudolf Schmitt (Chemiker)

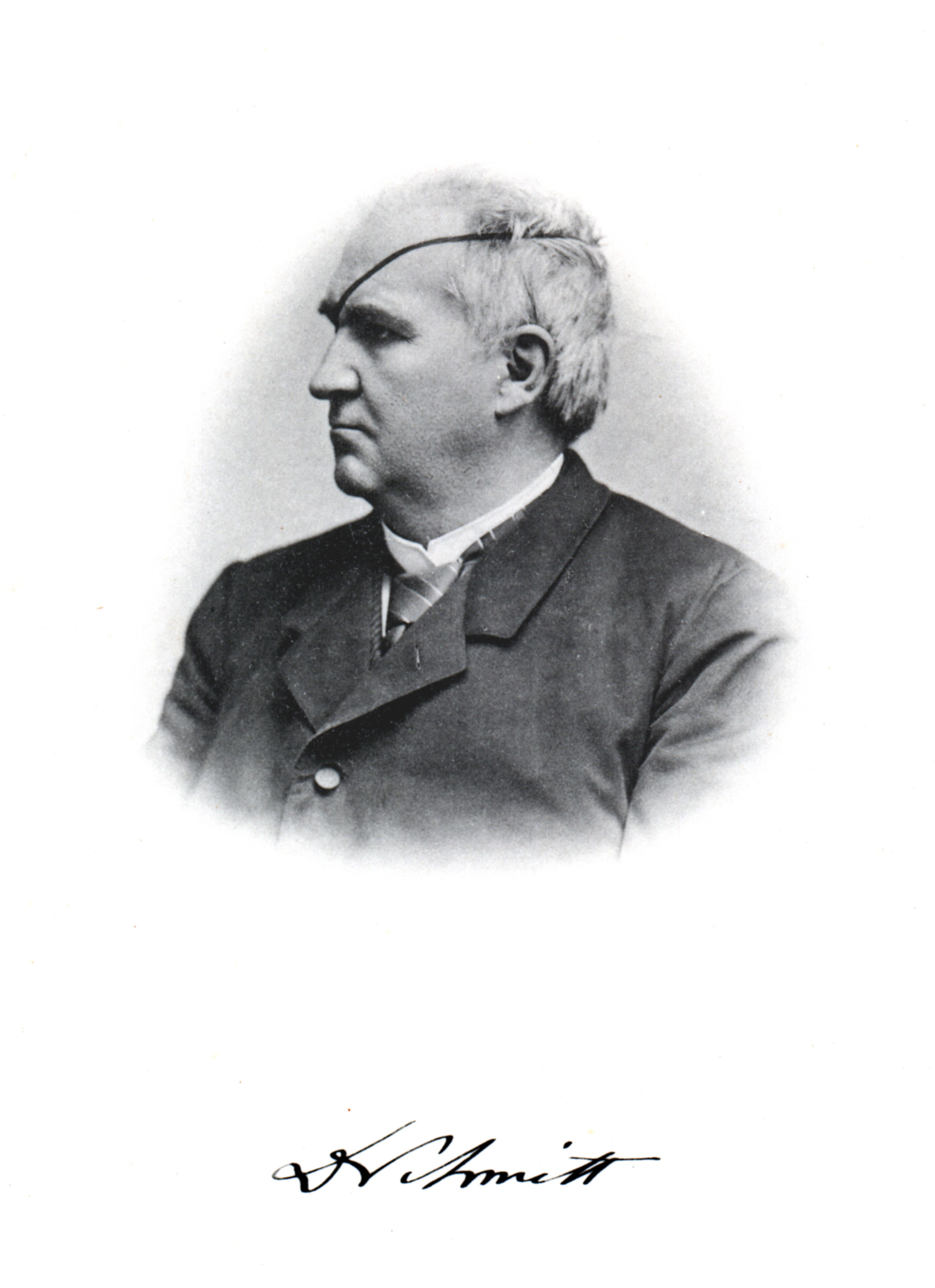
Porträt von Rudolf Schmitt, etwa 1890

Rudolf Wilhelm Schmitt (* 5. August 1830 in Wippershain, Hessen; † 18. Februar 1898 in Radebeul) war ein deutscher Chemiker.

## Leben und Wirken
Rudolf Schmitt studierte in Marburg ab 1853 erst Theologie, dann jedoch Chemie bei Hermann Kolbe, bei dem er 1861 promovierte und 1864 „Über einige neue Derivate der Salicylsäure“ habilitierte.
Nach einer Zwischenstation als Lehrer für Chemie an der Höheren Gewerbeschule in Kassel, wo er während einer Vorlesung bei der Explosion einer Glasröhre sein rechtes Augenlicht verlor, wurde Schmitt 1870 Professor für Organische Chemie am Königlich-Sächsischen Polytechnikum in Dresden. Seine Arbeitsgebiete umfassten Carboxylierungen. Er verbesserte zusammen mit seinen Schülern Richard Seifert und Friedrich von Heyden die von Hermann Kolbe vorgestellte Kolbe-Synthese zur Kolbe-Schmitt-Reaktion.
Nach dem Tod von Hermann Kolbe, der Teilhaber und wissenschaftlicher Leiter von v. Heydens Salicylsäure-Fabrik Dr. F. v. Heyden in Radebeul war, übernahm Schmitt 1884 dessen Aufgaben dort als wissenschaftlicher Leiter.
1887 wurde er zum Mitglied der Deutschen Akademie der Naturforscher Leopoldina gewählt. Im selben Jahr wurde er als ordentliches Mitglied in die Königlich Sächsische Gesellschaft der Wissenschaften aufgenommen.
Schmitt gehörte zu den Mitbegründern der Deutschen Chemischen Gesellschaft, in deren Vorstand er 1896 gewählt wurde. Die auf ihn 1893 gefallene Wahl zum Rektor seiner Dresdner Hochschule musste Schmitt aus gesundheitlichen Gründen ausschlagen und sogar vorzeitig seine Lehrverpflichtungen aufgeben. Er verstarb 1898 und wurde in Radebeul beigesetzt.
Rudolf Schmitt war der Vater des 1874 geborenen späteren Reichskommissars und Aufsichtsratsvorsitzenden des inzwischen in  Chemische Fabrik v. Heyden umbenannten Unternehmens, Dr.-Ing. E. h. Hermann Schmitt.

## Ehrung

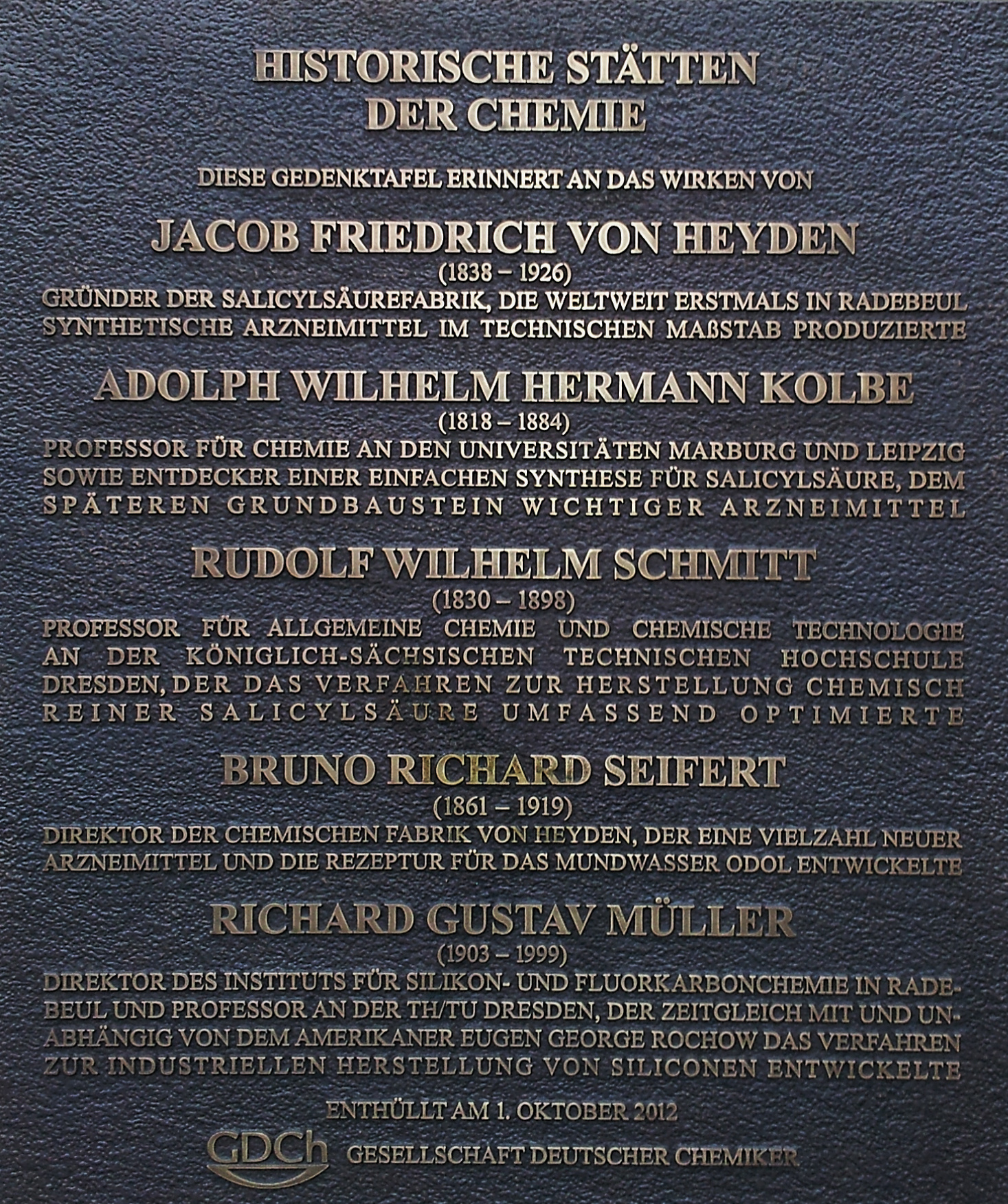
Gedenktafel der GDCh an der Chemischen Fabrik v. Heyden, Meißner Straße 35 in Radebeul

Seit dem 1. Oktober 2012 ist die ehemalige Salicylsäurefabrik und spätere Chemische Fabrik Dr. F. von Heyden eine der Historischen Stätten der Chemie, ausgezeichnet durch die Gesellschaft Deutscher Chemiker (GDCh) im Rahmen eines Festakts mit einer Gedenktafel am Hauptgebäude in Radebeul. Diese erinnert an das Wirken von Jacob Friedrich von Heyden, Adolf Wilhelm Hermann Kolbe, Rudolf Wilhelm Schmitt, Bruno Richard Seifert und Richard Gustav Müller.

## Schriften
- Über die Diazophenole, 1868/1869.
- Constitution des Dichlorazophenols, 1879.
- Beitrag zur Kenntnis der Kolbeschen Salicylsäuresynthese, 1885.